# Thug Mentality 1999
Thug Mentality 1999 è l'album di debutto del rapper Krayzie Bone, pubblicato il 6 novembre 1999 sotto le case discografiche Ruthless Records, Mo Thugs Family e Relativity Records.

## Informazioni
"Thug Mentality 1999" vendette 137 357 copie durante la prima settimana d'uscita e debuttò alla posizione n.4 della classifica statunitense Billboard 200, mentre nella Billboard Top R&B/Hip-Hop Albums raggiunse la posizione n.2. È stato certificato disco di platino.
Krayzie Bone scrisse più di 150 canzoni per l'album e scelse le 30 migliori. I due singoli estratti sono "Thug Mentality" e "Paper".
Hanno collaborato al disco Snoop Dogg, 8 Ball & MJG, Fat Joe, Big Pun, Mariah Carey, E-40, i restanti membri dei Bone Thugs-N-Harmony e molti altri artisti minori.

## Tracce

### CD 1
1. Intro (Thug Invasion)
2. Heated Heavy
3. Paper
4. The Messenger (Skit)
5. Payback Iz A Bitch (feat. Bam)
6. Thugline (feat. Relay)
7. Dummy Man (Skit)
8. Dummy Man
9. Thugz All Ova Da World (feat. Treach)
10. Street People (feat. Niko)
11. Pimpz, Thugz, Hustlaz & Gangstaz (feat. 8 Ball & MJG & Layzie Bone)
12. Da Bullshit (Skit)
13. Drama
14. World War
15. The War Iz On (feat. Snoop Dogg, Kurupt & Layzie Bone)
16. When I Die (feat. Fat Joe, Big Punisher & Cuban Link)
17. Thug Alwayz (feat. Bone Thugs-N-Harmony)
18. Thug Mentality

### CD 2
1. Murda Won't Stop (Skit)
2. Where My Thugz At
3. Smokin' Budda
4. Knieght Rieduz (Here We Come) (feat. Knieght Rieduz)
5. Try Me
6. Theze Dayz (feat. K-Mont, Asu & Bam)
7. Silent Warrior
8. Shoot The Club Up
9. Silence (feat. Graveyard Shift)
10. Look At You Now (Skit)
11. Won't Ez Up Tonight
12. Sad Song (Skit)
13. I Still Believe (feat. Mariah Carey)
14. We Starvin' (feat. E-40 & Gangsta Boo)
15. Smoke & Burn (feat. Up In Clouds)
16. Power (feat. Thug Queen)
17. That's The Way
18. Armageddon (feat. Souljah Boy, Mo! Hart, Thug Queen, & felecia)
19. Murda Mo'
20. Revolution (feat.The Marley Brothers)

## Posizioni in classifica
| Classifica (USA)                 | Posizione massima |
| -------------------------------- | ----------------- |
| Billboard 200                    | 4                 |
| Billboard Top R&B/Hip-Hop Albums | 2                 |

## Critica
| Recensione su        | Giudizio                                                     |
| -------------------- | ------------------------------------------------------------ |
| All Music Guide      | link                                                         |
| Entertainment Weekly | (B+) link Archiviato il 20 ottobre 2007 in Internet Archive. |
| Rolling Stone        | link                                                         |